# Mugur
Mugur (ur. 15 lipca 1978 w Jassach) – rumuński aktor, reżyser i operator filmów pornograficznych.

## Życiorys

### Wczesne lata
Urodził się w Jassach. Jego dziadek był leśniczym i chciał mieć siostrzeńca o imieniu Mugurel, które pochodzi od rumuńskiego słowa „mugur”, które oznacza „kokon” lub „pączek”. Pracował jako kucharz, elektryk, stolarz i malarz pokojowy. W 1998 dorabiał też jako tancerz erotyczny i striptizer w rumuńskich klubach w Dâncu. W latach 1999–2000 zasłynął w Rumunii jako „żigolak”, gdy wyznał w prasie, że oferuje usługi seksualne dla pań. Jego tatuaż dotyczy wspomnienia ze szkoły o bractwie.

### Początki kariery
Podczas studiów na kampusie został odkryty przez reżysera Raula Cristiana, który 15 lipca 2002 zaangażował go do rumuńskiej produkcji porno Floyd Agency P Stars w Bukareszcie przede wszystkim w scenach gonzo. Długość jego penisa podczas erekcji wynosiła 19 cm.

### Kariera w Europie
Z czasem wyemigrował na Węgry i rozpoczął międzynarodową karierę w branży porno. Brał udział w castingu Pierre’a Woodmana.  Był angażowany do filmów Davida Perry’ego i Rocco Siffrediego, a także brał udział w scenach MyGonzo.TV. Współpracował z wieloma firmami producenckimi, takimi jak Video Marc Dorcel, Jules Jordan Video, Magma, Bizarre Video, Evil Playgrounds, ATV Entertainment i Clark Euro Angel Video. Jego ekranowymi partnerkami były m.in.: Dora Venter, Monica Sweetheart, Gina Gerson i Tarra White.
W bożonarodzeniowej produkcji Private Christmas Fucking Season (2018) zamieszczono scenę podwójnej penetracji z jego udziałem, Mirą Sunset i Lauro Giotto z Private Gold 153: A Christmas Teen Hangover (2012). Był też obsadzony w noworocznej produkcji DDF Productions Happy Fucking New Year! (2012). 19 listopada 2019 premierę miała realizacja SinfulXXX Surreal Encounters, w której znalazł się w obsadzie. W listopadzie 2019 występował na Festiwalu Erotycznym Eroticland w Celje w Słowenii. W filmie Wybacz mi ojcze (Forgive Me, Father/Father’s Righteous Ritual, 2021) zagrał księdza egzorcystę. W listopadzie 2022 gościł na targach przemysłu erotycznego EroticDays w Lublanie. W czerwcu 2023 wziął udział w Mistrzostwa Europy Seksu w Göteborgu w Szwecji, zawodach Szwedzkiej Federacji Seksu (SSF).

### Kariera w Stanach Zjednoczonych
W latach 2011–2016 pracował w San Francisco dla Kink.com w scenach BDSM ze Steve’em Holmesem, Jamesem Deenem i Maricą Hase.
8 stycznia 2011 w Las Vegas zdobył nominację do amerykańskiej nagrody AVN Award dla najlepszego aktora zagranicznego porno, obok takich europejskich wykonawców jak Mike Angelo, James Brossman, Demetri XXX, Toni Ribas, Cristian Devil, Jazz Duro, Omar Galanti, Frank Gun, Choky Ice, Kid Jamaica, Frank Major, Olivier Sanchez, Ian Scott i Rocco Siffredi.
W latach 2013–2017 otrzymał nominację do AVN Award w kategorii „Najlepszy zagraniczny wykonawca roku” obok takich aktorów porno jak Pablo Ferrari, Mike Angelo, James Brossman, Christian Clay, Danny D, Choky Ice, Neeo, David Perry, Renato, Ryan Ryder, Rocco Siffredi, George Uhl, Marc Rose, Ian Scott i Nacho Vidal.
W filmie Evil Angel Video Voracious: Season Two, Volume Two (2014) pojawił się jako policjant w scenie z Leą Lexis, Clarke Kentem i Sandrą Romain.

### Rankingi
Scena seksu z filmu Private Private Gold 241: Romanian Romance (2020) w reż. Titusa Steela z jego udziałem w roli dawno zaginionego kuzyna i Nillą Black zajęła szóste miejsce w rankingu portalu The Lord Of Porn – TOP 10 scen porno z kuzynami z ostatniej dekady (2015–2025), a film MatureXXX Mature Anal Awakening 1 (2021), w którym wziął udział, zdobył czwarte miejsce na liście TOP 10 filmów porno dla osób powyżej 50. roku życia z ostatniej dekady (2015–2025).

### YouTube
W 2007 rozpoczął działalność poza przemysłem porno jako youtuber, który na swoim koncie zebrał ponad 2 tys. subskrypcji. Zaczynał od nagrywania materiałów o boksie. Następnie powstał odcinek o Austrii, Chorwacji i wschodnim Egipcie, w tym o mieście Hurghada. Jako prowadzący podcast „Mugur’s World” prezentował ćwiczenia na siłowni dla początkujących i zorganizował pokaz kulinarny, podczas którego sam jako kucharz przygotowywał potrawę.

## Życie prywatne
10 listopada 2004 zawarł związek małżeński z projektantką mody Lianą Szilagyi. Świadkiem na jego ślubie był Raul Cristian wraz ze swoją żoną Clarą Gherghel. Mają syna Dariusa (ur. 1 lipca 2011). Uczęszczał na Uniwersytet im. Loránda Eötvösa w Budapeszcie. Zamieszkał w Satu Mare.

## Nagrody i nominacje
| Rok  | Nagroda       | Kategoria                                               | Film                                | Inni wykonawcy                                                   | Rezultat  |
| ---- | ------------- | ------------------------------------------------------- | ----------------------------------- | ---------------------------------------------------------------- | --------- |
| 2009 | AVN Award     | Najlepsza scena seksu w zagranicznej produkcji          | Ass Traffic 3 (2007)                | Bonny Bon, Anthony Hardwood, Lauro Giotto, Frank Gun i Nick Lang | Wygrana   |
| 2010 | AVN Award     | Najlepsza scena seksu w produkcji zagranicznej          | Tamed Teens 5 (2008)                | Natalie Colt i Mike Angelo                                       | Nominacja |
| 2011 | AVN Award     | Najlepszy wykonawca zagraniczny roku                    | –                                   | –                                                                | Nominacja |
| 2011 | AVN Award     | Najlepsza scena seksu w zagranicznej produkcji          | Cruel Media Conquers Romania (2010) | Cristina, Dona Bell, Frank Gun, James Brosman i Titus Steel      | Nominacja |
| 2013 | AVN Award     | Najlepsza scena seksu w zagranicznej produkcji          | In Anal Sluts We Trust 4 (2012)     | Lea Lexus i Nick Lang                                            | Nominacja |
| 2013 | AVN Award     | Najlepszy wykonawca zagraniczny roku                    | –                                   | –                                                                | Nominacja |
| 2014 | AVN Award     | Najlepszy wykonawca zagraniczny roku                    | –                                   | –                                                                | Nominacja |
| 2015 | AVN Award     | Najlepszy wykonawca zagraniczny roku                    | –                                   | –                                                                | Nominacja |
| 2015 | AVN Award     | Najlepsza scena seksu w zagranicznej produkcji          | Hardcore Fever (2014)               | Anissa Kate i Totti                                              | Nominacja |
| 2016 | AVN Award     | Najlepszy wykonawca zagraniczny roku                    | –                                   | –                                                                | Nominacja |
| 2017 | EroAward      | Najlepszy aktor porno                                   | –                                   | –                                                                | Nominacja |
| 2017 | AVN Award     | Najlepszy wykonawca zagraniczny roku                    | –                                   | –                                                                | Nominacja |
| 2019 | AVN Award     | Najlepsza scena seksu analnego w zagranicznej produkcji | Meeting & Mating (2018)             | Alyssia Kent i Erik Everhard                                     | Nominacja |
| 2021 | XCritic Award | Najlepszy wykonawca zagraniczny roku                    | –                                   | –                                                                | Nominacja |